# Eurya tigang
Eurya tigang là một loài thực vật có hoa trong họ Pentaphylacaceae. Loài này được K.Schum. & Lauterb. mô tả khoa học đầu tiên năm 1900.